# Vincent Contenson
Vincent Contenson (Altivillare, 1641 – Creil, 26 dicembre 1674) è stato un teologo, predicatore domenicano francese.

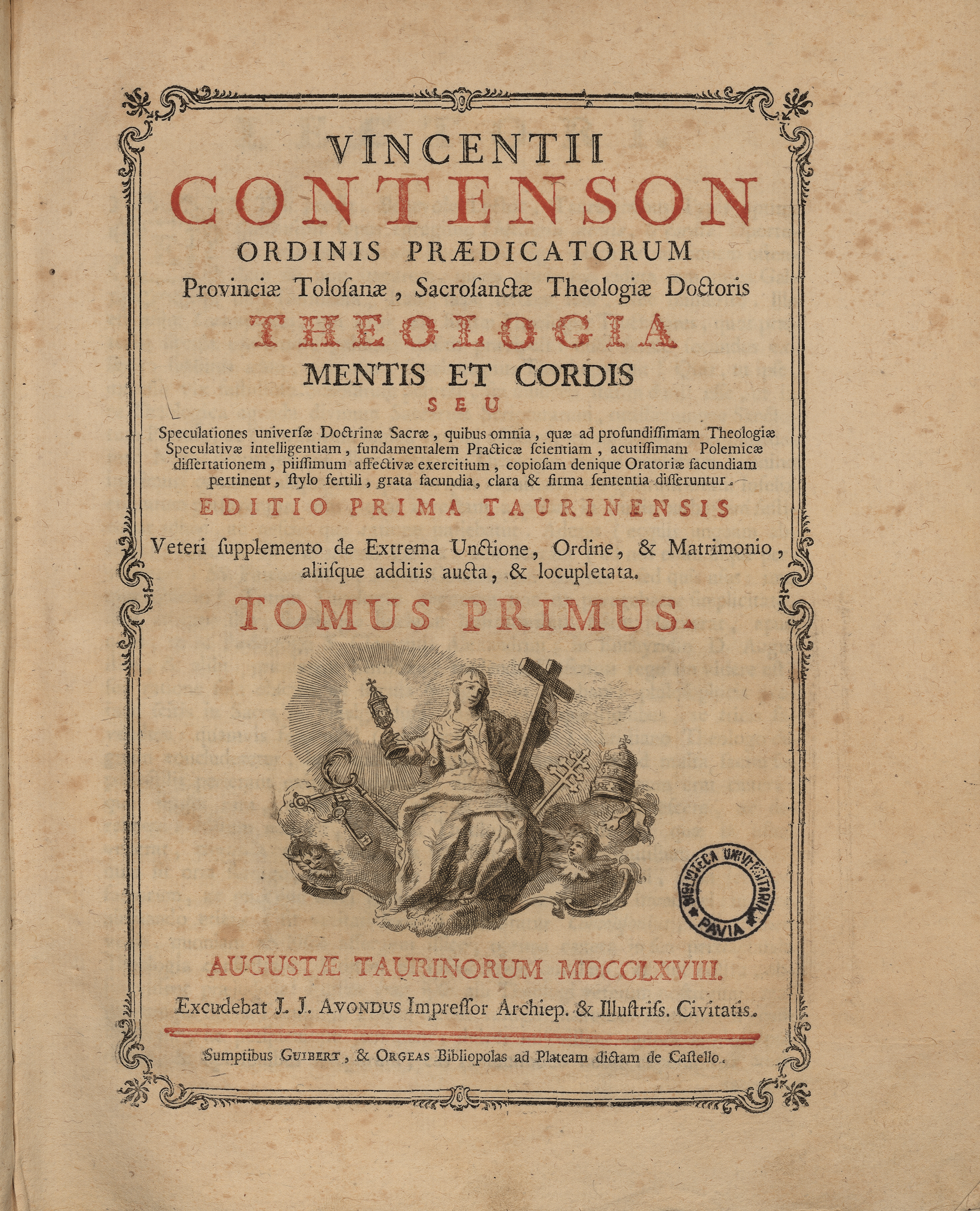
Theologia mentis et cordis, 1768

L'epitaffio sulla sua tomba lo ricorda come "giovane negli anni, maturo in saggezza e venerabile in virtù". Entrò nell'ordine dei predicatori a 17 anni. Insegnò filosofia ad Albi e teologia a Tolosa, poi predicò con successo.

## Opere
- (LA) Vincent Contenson, Theologia mentis et cordis. 1, Augustae Taurinorum, Guibert & Orgeas, 1768. URL consultato il 20 aprile 2015.
- (LA) Vincent Contenson, Theologia mentis et cordis. 2, Augustae Taurinorum, Guibert & Orgeas, 1769. URL consultato il 20 aprile 2015.
- (LA) Vincent Contenson, Theologia mentis et cordis. 3, Augustae Taurinorum, Guibert & Orgeas, 1770. URL consultato il 20 aprile 2015.
- (LA) Vincent Contenson, Theologia mentis et cordis. 4, Augustae Taurinorum, Guibert & Orgeas, 1770. URL consultato il 20 aprile 2015.